# Ludwigslied

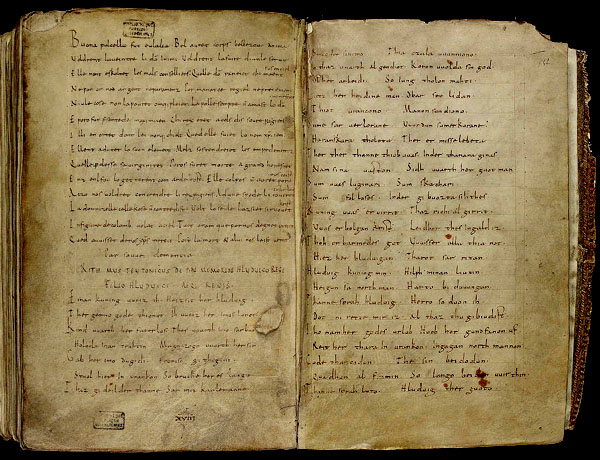
Die ersten beiden Seiten des Ludwigslieds

Das Ludwigslied (Rithmus teutonicus de piae memoriae Hluduico rege filio Hluduici aeque regis) ist ein althochdeutsches endreimendes Gedicht in rheinfränkischem Dialekt, das den Sieg des westfränkischen Königs Ludwig III. über die Normannen bei Saucourt-en-Vimeu (Schlacht bei Saucourt) in der Picardie am 3. August 881 besingt. Es ist das älteste historische Lied in deutscher Sprache.
Das als Fürstenpreisung angelegte Zeitlied betont besonders die Frömmigkeit und Gottgefälligkeit des Königs. Da Ludwig bereits ein Jahr später starb, im Lied aber noch als Lebender gefeiert wird, ist das Ludwigslied eine der wenigen frühmittelalterlichen Dichtungen, die sich relativ genau datieren lassen: Es entstand zwischen dem 1. August 881 und dem 5. August 882.

## Handschriftenbeschreibung und Forschungsgeschichte
Die einzige überlieferte Fassung des Ludwigslieds ist ein Nachtrag (141r – 143v) aus dem späten 9. Jahrhundert in eine 143 Blätter umfassende Sammelhandschrift der öffentlichen Bibliothek zu Valenciennes (Cod. Valenciennes B.M. Ms. 150) im Format 23,7 × 15 cm mit jeweils 24 vorgeritzten Zeilen. Die Sammelhandschrift stammt aus der ersten Hälfte des 9. Jahrhunderts und ursprünglich aus dem Kloster Saint-Amand sur l’Elnon.
In der Handschrift finden sich ab dem Blatt 1v-140r acht Werke Gregors von Nazianz in lateinischer Übersetzung des Rufinus von Aquileia. Vom Blatt 141v an folgt in 14 Zeilen ein lateinischer Hymnus „Cantica uirginis eulalie“, der von einer anderen Hand eingetragen wurde. Zwischen den Blättern 140r und 141v wurde durch eine weitere Hand in den freigebliebenen Raum die Sequenz „Dominus celi rex et conditor“ eingetragen. Das Blatt 141r blieb zunächst leer. Es wurde erst gegen Ende des 9. Jahrhunderts von einer weiteren Hand mit dem 15 Zeilen umfassenden altfranzösischen Gedicht „Buona pulcella fut eulalia“ beschrieben. Die gleiche Hand trug dann direkt angeschlossen und sehr sorgfältig in 59 Zeilen und in 27 Distichen das Ludwigslied ein.

Das Ludwigslied ist durch die Aussage in der Überschrift erst nach dem Tod des Königs Ludwig niedergeschrieben worden. Entstanden ist es jedoch vor seinem Tod am 5. August 882, da sich die Huldigungen und Lobpreisungen im Lied selbst an Ludwig als Lebenden richten.

„Rithmus teutonicus de piae memoriae Hluduico rege filio Hluduici aeque régis“

„Deutsches Gedicht auf König Ludwig frommen Angedenkens, den Sohn König Ludwigs“

Nachdem der französische Philologe und Altertumsforscher Jean Mabillon (1632–1707) das Werk im Jahre 1672 bei einigen Nachforschungen in der Klosterbibliothek von St-Amand am Ende einer karolingischen Sammelhandschrift aus dem 9. Jahrhundert entdeckt hatte, nahm er Kontakt zu dem deutschen Historiker Johann Schilter (1632–1705) auf und schickte ihm eine Abschrift des Ludwigslieds. Diesem kam die Sprache jedoch zu modern für einen althochdeutschen Text vor, und er fragte nach genauer Herkunft des Textes. Bevor jedoch diese wichtigen Fragen geklärt werden konnten, wurde die französische Bibliothek von einem Erdbeben erschüttert und ihr Bestand in völlige Unordnung gebracht.
Somit wurde das Ludwigslied in der von Mabillon zum Teil falsch abgeschriebenen Version publiziert und ein ganzes Jahrhundert lang in dieser Form zitiert, bis es am 28. September 1837 (diesmal in Valenciennes) wiederentdeckt wurde. Eine neue Abschrift und Veröffentlichung geschah umgehend durch Hoffmann von Fallersleben (1798–1874).

## Sprache
In seiner Form besteht das Ludwigslied aus 59 Endreimpaaren, deren Gliederung jeweils durch Initialen erfolgt. Die rheinfränkische Sprache ist von nieder- und mittelfränkischen Elementen durchzogen. Dabei ist sich die Forschung uneinig darüber, wie sich die für die Herkunft der Schrift unübliche Lautgestalt erklären lässt, liegt doch dem historischen westfränkischen Inhalt die deutsche Mundart des heute südhessischen Gebiets zugrunde. Als Lösung dieses Problems haben sich zwei Theorien durchgesetzt.
Zum einen besteht die Möglichkeit, dass sich die Sprache der Karolinger, welche im fränkischen Gebiet regierten, über den Zerfall der Karolingerherrschaft und über territoriale Grenzen hinaus kulturell als ehemalige Hofsprache erhalten hat. Zum anderen könnte ein alteingesessener westfränkischer Dialekt über die weitläufigen verwandtschaftlichen Verhältnisse des Adels auch nach weiteren Sprachreformen Bestand gehabt haben.
Im Gegensatz zu anderen althochdeutschen Texten handelt es sich beim Ludwigslied nicht um die strukturelle Überführung der lateinischen Grammatik ins Deutsche. Sichtbar wird dies besonders anhand der Nebensatzstrukturen, die nicht einem deutschen Pendant des Ablativus Absolutus aus dem Lateinischen entsprechen, sondern zeitgemäß überaus modern mit Subjunktionen (wenn, dass, weil, ob) gebildet werden. Des Weiteren erfüllen bestimmte Subjunktionen des frühen Mittelalters im Neuhochdeutschen andere semantische Funktionen. So trägt das heute inhaltlich leere „ob“ im Ludwigslied noch die konditionale Bedeutung von „wenn“ bzw. „falls“.
Ebendiese verhältnismäßig häufig verwendeten Verknüpfungen von Sachverhaltsdarstellungen stellen einen weiteren Unterschied zu anderen althochdeutschen Schriften dar, weil in der althochdeutschen Literatur sonst meist Personenbeschreibungen in Form von Relativsätzen im Mittelpunkt stehen. Das Ludwiglied ist dennoch sehr strukturiert und die Sätze textuell stark miteinander verknüpft, wie es für schriftsprachliche Texte üblich ist. Hier ist zum einen erkennbar, dass es sich nicht um eine mündliche Überlieferung handelt, die später niedergeschrieben wurde, sondern um einen konzeptionell schriftlichen Text, der konstruierte Satzverbindungen aufweist. Zum anderen muss darauf verwiesen werden, dass die schlussfolgernden Sinnzusammenhänge dazu dienen, den König, für den das Lied geschrieben wurde, in ein Licht zu stellen, in dem er seinem Volk ohne Zögern zur Seite steht. Demgegenüber handelt Gott, indem er das Schicksal des Volkes beeinflusst.

## Inhalt
Althochdeutsch
Einan kuning uueiz ih, Heizsit her hluduig,

Ther gerno gode thionot: Ih uueiz her imos lonot.

Kind uuarth her faterlos. Thes uuarth imo sar buoz:

Holoda inan truhtin, Magaczogo uuarth her sin.
Neuhochdeutsch
Ich kenne einen König, er heißt Ludwig,

der eifrig Gott dient: Ich weiß, er wird es ihm lohnen.

Als Kind verlor er den Vater Dafür bekam er jedoch

        schnell Ersatz.

Der Herr holte ihn, er wurde sein Erzieher.
Übersetzung: Stephan Müller, Althochdeutsche Literatur 2007
Als der Vater des jungen Ludwig stirbt, wird diesem, gewissermaßen als Ausgleich, Gott selbst zum Paten. Im Folgenden wird Hluduig zum Gesandten Gottes und zum christlichen Ritter, der auch symbolisch für einen neuen Bund zwischen Gott und seinem Volk steht. Das irdische Geschehen ist direkt von den Plänen des christlichen Gottes abhängig und kann ohne diese nicht auf eigenständige Art und Weise verlaufen. Zwischen beiden Welten, der irdischen und der himmlischen, müssen stets Parallelen bestehen, die sich gegenseitig symbolisch darstellen. So steht Ludwig, der körperlich von seinem Volk entfernt ist, für die Ferne seines Volkes gegenüber Gott. Damit wird nicht nur die Verherrlichung Ludwigs erreicht, sondern die zeitgeschichtlich problematische Abwesenheit des Herrschers wird durch die heilsgeschichtliche Umdeutung überspielt.
Das Volk hatte sich zuvor durch sündhaftes Verhalten von Gott entfernt, sodass ihm nun Leid und Unglück zuteilwerden. In diesem Sinne werden mit der Sünde die plötzlichen Einfälle des Normannenvolkes verbunden, das mordend und raubend durch das Land zieht. Nicht die Buße eines Einzelnen genügt, sondern die des Kollektivs ist nötig, um die Sünden zu entschädigen und um sich von den Übergriffen der Normannen wieder befreien zu können. Der Kampf selbst erscheint dementsprechend als lebensgefährliche Bußleistung.
Als Ludwig zurückgekehrt ist, hält er eine Ansprache an sein Volk, die den bevorstehenden Kampf gegen die Heiden (die Normannen) und seine Legitimation durch Gott beinhaltet. Auch verspricht er für die Kämpfenden, oder im Falle deren Todes für die Hinterbliebenen, großzügige Entschädigung.
Der Kampf findet statt und „alle saman sungun ‚Kyrrieleison‘“ („alle sangen zusammen: ‚Kyrie eleison‘!“), was dem religiösen Charakter der Schlacht Ausdruck verleiht. Der Kampf wird für Gott und gegen die Gottlosen geführt. Keiner der Kämpfer verhält sich dabei so tapfer und ehrenhaft wie Ludwig, der schließlich mit seinem Volk den Sieg gegen die Normannen herbeiführt.

## Historische Hintergründe
Das Ludwigslied bezieht sich vor allem auf zwei historische Ereignisse. Zum einen handelt es sich hier um den Thronfolgestreit, der dem Tod Ludwig II., genannt „der Stammler“ im Jahr 879 folgte. Ludwig II. vererbte, einen bestehenden Vertrag brechend, das gesamte Königreich seinem älteren Sohn und teilte es nicht zu gleichen Teilen zwischen beiden Söhne auf, wie es fränkischem Recht entsprach. Im Ludwigslied wird der Erbschaftsstreit mit der Legitimation durch Gott gelöst. Damit verfolgt das literarische Werk einen Zweck, nämlich Ludwig III. als den einzig rechtmäßigen Herrscher zu deklarieren.
Zum zweiten bilden die Einfälle der Normannen den Rahmen des Ludwigslieds. Nach zahlreichen Raubzügen durch insbesondere westfränkische Gebiete gelang es den Franken unter Ludwig, ihnen eine militärische Niederlage zu bereiten.
Damit stellt das Ludwigslied nicht nur ein literarisches Werk, sondern auch eine wichtige zeitgeschichtliche Primärquelle dar. Durch die sehr komprimierte Darstellung dieser Ereignisse gibt das Ludwigslied Einblick in das zeitgenössische Gottes-, Herrscher- und Menschenbild des 9. Jahrhunderts.

## Editionen
- Wilhelm Braune: Althochdeutsches Lesebuch. 15. Auflage, Ernst Alfred Ebbinghaus (Hrsg.). Max Niemeyer, Tübingen 1969.
- Elias von Steinmeyer: Die kleineren Althochdeutschen Sprachdenkmäler. Wiedemannsche Buchhandlung, Berlin 1916.